# Фарел (Фризија)
Фарел (њем. Varel) град је у њемачкој савезној држави Доња Саксонија. Једно је од 7 општинских средишта округа Фрисланд. Према процјени из 2010. у граду је живјело 24.801 становника. Посједује регионалну шифру (AGS) 3455026, NUTS (DE94A) и LOCODE (DE VAR) код.

## Географски и демографски подаци
Фарел се налази у савезној држави Доња Саксонија у округу Фрисланд. Град се налази на надморској висини од 0-17 метара. Површина општине износи 113,5 km². У самом граду је, према процјени из 2010. године, живјело 24.801 становника. Просјечна густина становништва износи 218 становника/km².